# Xã Prairie Center, Quận Clay, Nam Dakota
Xã Prairie Center (tiếng Anh: Prairie Center Township) là một xã thuộc quận Clay, tiểu bang Nam Dakota, Hoa Kỳ. Năm 2010, dân số của xã này là 190 người.